# IC 486
IC 486 ist eine Balken-Spiralgalaxie vom Hubble-Typ SBa mit aktivem Galaxienkern im Sternbild Zwillinge auf der Ekliptik. Sie ist schätzungsweise 356 Millionen Lichtjahre von der Milchstraße entfernt und hat einen Durchmesser von etwa 95.000 Lichtjahren.
Im selben Himmelsareal befinden sich u. a. die Galaxien NGC 2490, NGC 2492, IC 485, IC 485.
Das Objekt wurde am 6. März 1891 vom österreichischen Astronomen Rudolf Ferdinand Spitaler entdeckt.